# Edgefield (Karolina Południowa)
Edgefield – miasto w Stanach Zjednoczonych, w stanie Karolina Południowa, siedziba administracyjna hrabstwa Edgefield.